# Герб Гомельської області
Герб Гомельської області — офіційний геральдичний символ Гомельської області Білорусі. Затверджений указом Президента Республіки Білорусь № 490 від 20 жовтня 2005.

## Опис
Основу герба складає французький щит, на зеленому полі якого зображений срібний хрест. На центральну частину хреста накладений малий французький щит блакитного кольору із зображенням лежачої золотої рисі. У верхній частині хреста розміщений срібний лучник, у правій — чорний ріг, у лівій — чорний орел, у нижній — рожева корогва з вершником. Щит обрамлений двома золотими дубовими гілками, повитими й з'єднаними червоною орденською стрічкою. Вінчає щит велика міська корона золотого кольору.